# Selecció de futbol de Bretanya
La Selecció de futbol de Bretanya és l'equip de futbol professional de Bretanya. És administrat per l'Associació de Futbol Bretagne (BFA). No està afiliada a la FIFA ni a la UEFA, però es caracteritza per ser una de les sis nacions celtes i també se l'ha anomenat com a petita Bretanya, a diferència de la Gran Bretanya.
Els seus partits es duen a terme sota la tutela de la Federació Francesa de Futbol i el Reglament de la FIFA (III.8.3, p. 59). El futbol amateur a la Bretanya és administrat tant per la Ligue de Bretagne i la Ligue Atlantique, que són AF regional dins de la Federació Francesa de Futbol.